# В добрий шлях
«В добрий шлях» (інша назва: «До побачення, Джако!») — радянський художній фільм 1973 року, знятий режисером Мерабом Кокочашвілі на кіностудії «Грузія-фільм».

## Сюжет
За повістю Н. Думбадзе «Не турбуйся, мамо!». Про життя та характер простого грузинського юнака, призваного служити у прикордонних військах.

## У ролях
- Гія Іашвілі — Автанділ Джакелі (дублював Валерій Рижаков)
- Сандро Еріставі — маленький Джако (дублювала Олександра Назарова)
- В. Рамоєв — Або (дублював В. Кордуб)
- Нані Чиквінідзе — маленький Джако (дублювала Лілія Захарова)
- Гогі Шенгелія — Чхартішвілі, майор (дублював Юрій Саранцев)
- Мая Піпінашвілі — Дадуна (дублювала Роза Макагонова)
- Слава Степаненко — Щербін (дублював Станіслав Захаров)
- Джумбер Шакарашвілі — Дзнеладзе
- Василь Амашукелі — дядько Вано (дублював Костянтин Тиртов)
- Зураб Гавтадзе — Гела
- Нана Кавтарадзе — Феріде (дублювала Лариса Даниліна)
- Р. Мампорія — Мевнуне
- В. Плугатир — Пархоменко (дублював Рудольф Панков)
- Резо Чейшвілі — письменник
- Ніно Чхеїдзе — тітка Шура
- В'ячеслав Корнєв — епізод (дублював Юрій Сорокін)
- Русудан Макашвілі — епізод
- Нана Маштальорова — епізод
- Ніно Сулханішвілі — епізод
- Ніно Тутберідзе — епізод
- В. Ахвледіані — епізод
- Г. Баришников — епізод
- Г. Гавкін — епізод
- Марина Гагнідзе — епізод
- Г. Кавелашвілі — епізод
- Йосип Мгалоблішвілі — епізод
- Н. Сосновська — епізод
- К. Чачанідзе — епізод

## Знімальна група
- Режисер — Мераб Кокочашвілі
- Сценаристи — Нодар Думбадзе, Мераб Кокочашвілі
- Оператор — Георгій Герсамія
- Композитор — Анзор Еркомаїшвілі
- Художник — Василь Арабідзе